# România Mare
România Mare (România interbelică, România Întregită sau România dodoloață, de asemenea) este o sintagmă care a intrat în uz după Tratatul de la Versailles din 1919, ca o stare de fapt obiectivă, în comparație cu dimensiunile geo-politice anterioare. România dintre cele două războaie mondiale a avut extinderea teritorială maximă din istoria sa, 295.641 km2 (în prezent extinderea teritorială a României este de 238.397 km2).
România Mare a existat în această formă până în 1940. Ca urmare a Pactului Ribbentrop-Molotov din 1939 – ultimatumul sovietic de „retrocedare imediată a Basarabiei și a Bucovinei de nord” (26 iunie 1940) și a Dictatului de la Viena din 30 august 1940, România a pierdut o treime din teritoriu fără să fi tras un foc de armă. Termenul nu a fost niciodată denumirea oficială a statului român, nefiind înscris în constituție.

Județele și regiunile istorice ale României Mari după 1926

## Istoric

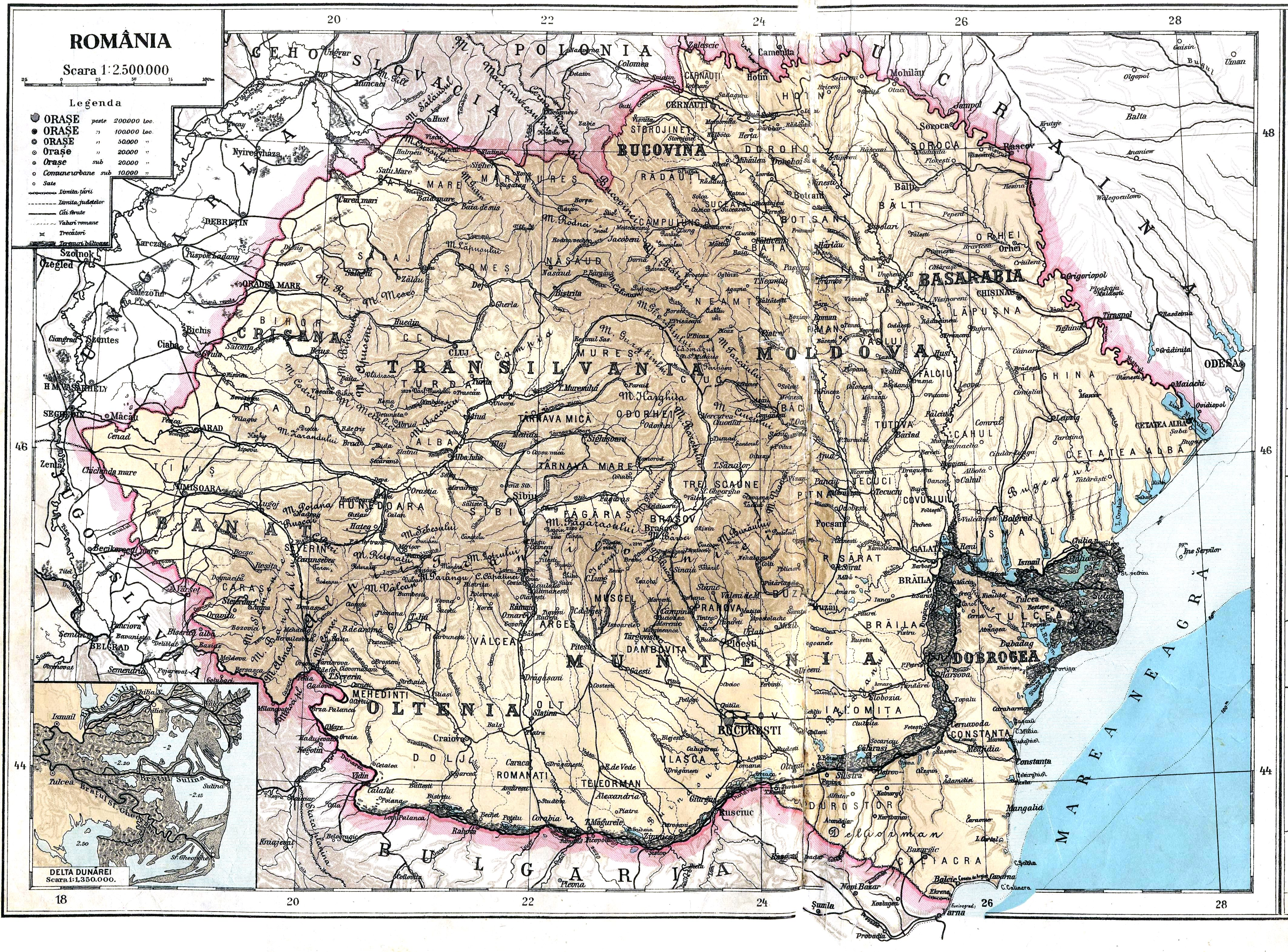
Harta administrativă a României interbelice

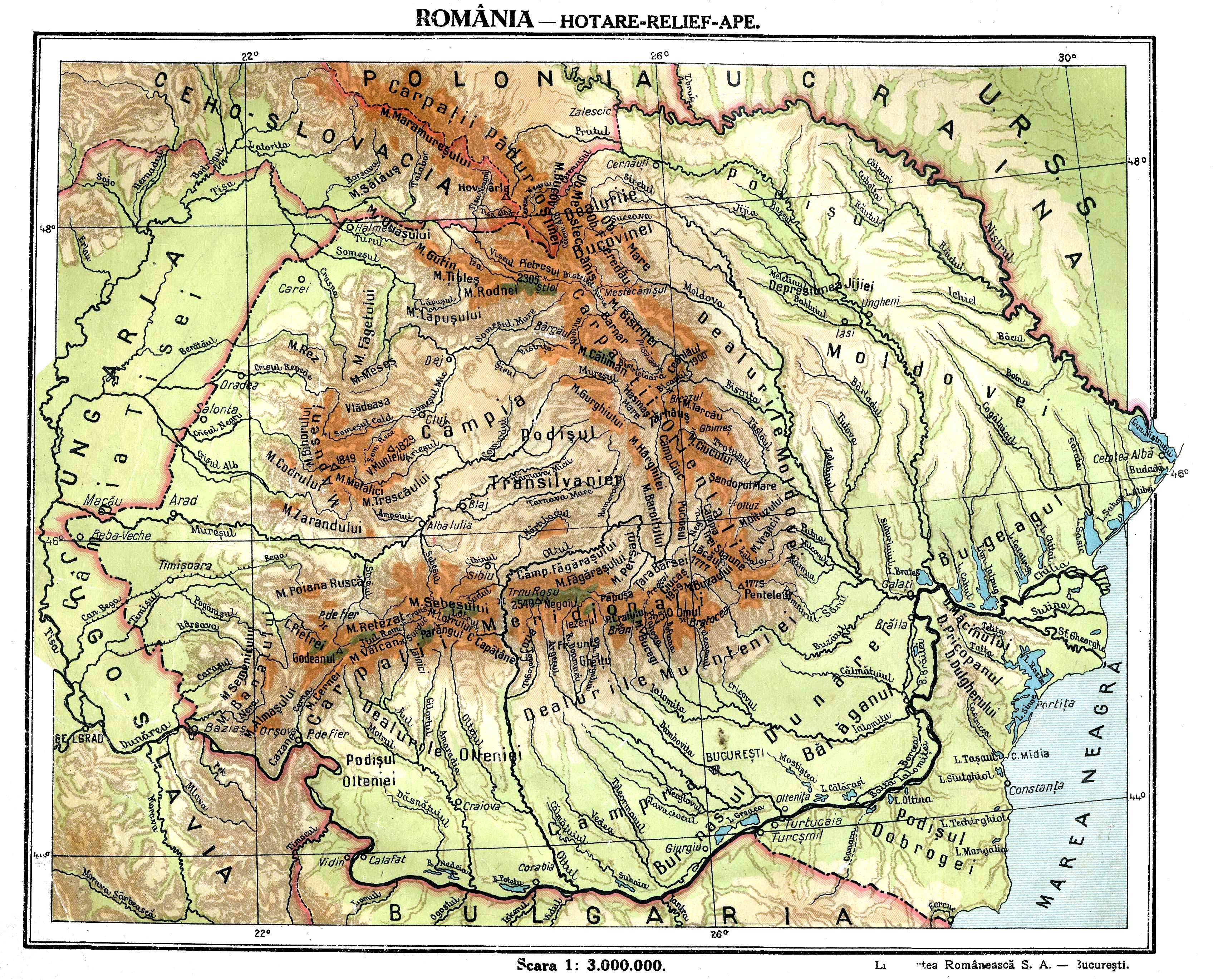
Harta fizică a României Mari

În 1918, la sfârșitul Primului Război Mondial, Transilvania, Basarabia și Bucovina s-au unit cu Regatul României (vezi: Marea Unire din 1918). Această unire a fost ratificată în 1920 prin Tratatul de la Trianon (în cazul Transilvaniei, Crișanei, Banatului și Maramureșului), prin Tratatul de la Versailles (în cazul Basarabiei) și prin tratatul de la Saint Germain (în cazul Bucovinei). România anexase de asemenea Cadrilaterul, după înfrangerea Bulgariei in 1913 in cadrul celui de-Al Doilea Război Balcanic. Astfel, suprafața și populația României s-au dublat în numai 5 ani și, majoritatea poporului român era cuprinsă pentru prima oară între granițele unui stat. A mai rămas o comunitate importantă de români în partea de vest a Banatului, împărțit cu Serbia, și o alta în nord-vestul Bulgariei.

### Situația politică
Până în 1938, forma de guvernământ română a fost acea de monarhie constituțională parlamentară. Pe data de 4 martie 1923, profesorul Alexandru C. Cuza a înființat Liga Apărării Național-Creștine (prescurtat LANC), primul partid fascist din România, de orientare naționalistă și antisemită. Principalele partide din perioada interbelică mai erau: Partidul Național Țărănesc, Partidul Național Liberal și grupări radicale, care nu șovăiau să folosească violența și luptau împotriva democrației parlamentare: comuniștii și partide fasciste precum, legionarii, Frontul Românesc, Partidul Național Creștin al lui A. C. Cuza și Octavian Goga și altele. Tulburările politice și economice din perioada următoare Primului Război Mondial favorizau dezordinea politică, precum și aceste grupări care au dus la fascizarea și destrămarea României Mari. Într-un deceniu (1928-1938) s-au succedat la conducerea României 25 de guverne. Constituția din 1923 îi dădea regelui posibilitatea de a dizolva parlamentul și de a organiza alegeri anticipate.
Partidul Comunist din România a existat de-a lungul întregii perioade interbelice, însă în niciun rând nu a reușit să își obțină o bază electorală suficient de largă pentru a căpăta o influență semnificativă pe plan intern. Societatea românească în perioada interbelică va rămâne una tradiționalistă, opusă schimbărilor politice radicale, neavând încredere în posibilitatea oferirii de stabilitate din partea mișcării comuniste.

### Dictatura carlistă
La 10 februarie 1938, regele Carol al II-lea și-a asumat puteri dictatoriale și a desființat partidele politice, numind prim miniștrii, ceea ce îi asigura puterea supremă.
Ca urmare a protocolului expansionist adițional secret al Pactul Ribbentrop-Molotov din 1939 și prăbușirii aliaților occidentali, considerați ca potențialii protectori ai României, la data de 28 iunie 1940 Uniunea Sovietică transmite un ultimatum în care  României i se dau 48 de ore pentru a evacua Basarabia și nordul Bucovinei, în caz contrar URSS va declara război. România cedează și după 40 de ore, Armata Roșie și unități sovietice paramilitare (NKVD) intră în teritoriile cerute și suplimentar în Ținutul Herței care nu era menționat în ultimatum. Retragerea Armatei Române, a Jandarmeriei, a Poliției și a zecilor de mii de civili a fost pripită și haotică, chiar dezastruasă. Vina suveranului-dictator Carol al II-lea este determinantă, demonstrând o paralizie de conducere în situații de extremă urgență.

Hartă cu principalele localități din România mare

Suplimentar la aceste cedări teritoriale, Ion Gigurtu, președinte al Consiliului de miniștri, între 4 iulie și 4 septembrie 1940, odată cu venirea sa la putere a declarat că va duce o politică nazistă pro-Axa Berlin–Roma, antisemită și fascist-totalitară. În urma Pactului Ribbentrop-Molotov din 1939, prin acceptarea arbitrajului lui Hitler asupra Transilvaniei (după ce Gigurtu a declarat la radio că România trebuie să facă sacrificii teritoriale pentru a justifica orientarea sa nazistă și aderarea totală a României la Axa Berlin–Roma), România a cedat Ungariei nordul Transilvaniei, inclusiv orașul Cluj. Vastele teritorii din Transilvania care au fost cedate de Ion Gigurtu în favoarea Ungariei conțineau importante resurse naturale, inclusiv mine de aur. Ion Gigurtu a fost de acord și cu cedarea a 8000 km2 din Dobrogea de sud în favoarea Bulgariei. Guvernul lui Ion Gigurtu a demisionat pe 4 septembrie 1940, în urma marilor proteste organizate de legionari împotriva rezultatelor arbitrajului lui Hitler, prin care România a cedat 2/5 din Transilvania în favoarea Ungariei.

### Războiul contraURSS

În Al Doilea Război Mondial documente militare sovietice au fost, uneori, scrise pe spatele unor formulare oficiale ale administrației române din Transnistria (1944).

Față de nemulțumirea opiniei publice și protestele liderilor politici datorate cedărilor teritoriale și retragereii haotice din Basarabia, regele Carol al II-lea îl numește ca prim-ministru pe generalul Ion Antonescu. Aceasta, sprijinit de Garda de Fier, cere regelui să suspende Constituția României și apoi, să abdice în favoarea fiului său, Mihai. După reușita puciului, Antonescu își asumă puteri dictatoriale și se proclamă Conducătorul statului.  În conflictul cu Horia Sima și Mișcarea legionară, Antonescu dobândește sprijinul lui Hitler promițându-i participarea României la războiul anti-sovietic. În 1941, ca aliat al Germaniei, România declară război Uniunii Sovietice, sub pretextul de recuperare a teritoriilor pierdute.
România intră în război de partea Germaniei și invadează URSS-ul, reușind să elibereze Basarabia în vara anului 1941. În pofida poziției liderilor politici Iuliu Maniu, Brătianu și a unora dintre generali, de a se opri la fostele frontiere românești, și fidel promisiunilor față de Hitler, Antonescu continuă acțiunile militare în teritoriile ucrainene și rusești. În acest sens, România a devenit principalul aliat al Germaniei în Europa de Est, furnizând cantități însemnate de petrol, grâu și alte resurse, și trimițând peste 800.000 de trupe pe frontul de est.
Prin eliminarea regimului lui Antonescu la 23 august 1944 și întoarcerea armelor contra puterilor Axei, România recuperează nordul Transilvaniei, fapt consemnat și definitivat de Tratatul de pace de la Paris la 10 februarie 1947.
Teritoriile fostei Românii Mari care nu mai fac parte din România sunt: Basarabia, jumătatea de nord a Bucovinei, ținutul Herța, Cadrilaterul și Insula Șerpilor.